# Stazione di Anconetta
Anconetta è una fermata ferroviaria sita nel comune di Vicenza e posta sulla linea per Schio.
La gestione degli impianti è affidata a Rete Ferroviaria Italiana (RFI). Non è presente una rivendita di titoli di viaggio.

## Storia
La fermata di Anconetta venne attivata il 24 maggio 1998.

## Movimento
La fermata, le cui banchine sono poste ai lati del passaggio a livello sito al km 4+290, è servita da treni regionali svolti da Trenitalia nell'ambito del contratto di servizio stipulato con le regioni interessate. I treni provenienti da Schio si fermano alla banchina lato Vicenza mentre quelli provenienti da Vicenza si fermano alla banchina lato Schio, costruita nel 2010 per limitare il tempo di chiusura delle barriere.

## Servizi
Presso la fermata di Anconetta non è presente alcuna rivendita di titoli di viaggio.

## Interscambi
- Fermata autobus SVT